# Mute Records
Mute Records — британський інді-лейбл, заснований в 1978 році Деніелом Міллером (англ. Daniel Miller), і спеціалізується на альтернативній та незалежній музиці, а також поп-музиці, що виходить за рамки мас-культури.

## Історія
Спершу на лейблі видавалися релізи пост-панк та індастріал гуртів, таких як Fad Gadget, Einstürzende Neubauten, Throbbing Gristle та Cabaret Voltaire. Після вторгнення електронної музики в британські чарти (1981), продукція лейблу розширилася за рахунок таких гуртів, як Depeche Mode, Erasure, Nitzer Ebb, Yazoo. Саме синті-поп-гурти Depeche Mode і Erasure принесли Mute Records широку популярність.
На Mute також виходили релізи гуртів альтернативного року (Sonic Youth). З 1992 року на підрозділі Novamute Records, поширюється продукція з розряду експериментальної електронної музики.
Серед інших гуртів і виконавців, що випускаються на Mute Records: Мобі, Нік Кейв та Laibach.
10 травня 2002 року Mute Records був придбаний мейджор-лейблом EMI. Однією з можливих причин, які підштовхнули Міллера на продаж незалежного лейбла, була смерть Френка Тові (Fad Gadget), одного з перших музикантів, що працювали з Mute.
22 вересня 2010 року EMI і Деніел Міллер у Лондоні підписали угоду, за якою рекорд-гігант підтримає Міллера в заснуванні його нового рекорд-лейбла, який діятиме під маркою Mute з дозволу EMI, що дозволить йому працювати з відділом продажу, розповсюдження, відповідності та ліцензування EMI в США, Великій Британії, Канаді та Ірландії, а також забезпечить доступ до мережі незалежних дистриб'юторів у всьому світі. Главою нового лейбла стане Міллер, в той час як EMI придбає незначну частку в капіталі компанії. Міллер також консультуватиме EMI в рамках нової угоди. Як допомогу, EMI віддасть Міллеру частину виконавців з каталогу Mute. А також надасть підтримку в сферах адміністрування гонорарів та інших комерційних справ.